# Raymond Van Paemel
Raymond Van Paemel (Zottegem, 24 oktober 1956) is een Belgische voormalige atleet, die gespecialiseerd was in de (middel-)lange afstand en het veldlopen. Hij nam driemaal deel aan de wereldkampioenschappen veldlopen en werd eenmaal Belgisch kampioen.

## Biografie
Van Paemel behaalde verschillende medailles op de Belgische kampioenschappen. Dit zowel op de 1500 m, de 5000 m, de 10.000 m als het veldlopen. In 1990 werd hij Belgisch kampioen op de 5000 m.
Van Paemel was aangesloten bij Zuid-Oost-VlaamseAtletiekvereniging ( ZOVA) en na de fusie bij Vrienden in Toekomst Atletiek (VITA). Hij was ook actief als master. Beroepsmatig is hij politieagent en werd Europees kampioen bij de politie. Hij werd na zijn actieve carrière trainer.

## Belgische kampioenschappen
| Onderdeel | Jaar |
| --------- | ---- |
| 5000 m    | 1990 |

## Persoonlijke records
| Onderdeel | Prestatie | Datum            | Plaats    |
| --------- | --------- | ---------------- | --------- |
| 1500 m    | 3.41,20   | 17 mei 1984      | Kessel-Lo |
| 5000 m    | 13.31,93  | 1 juni 1984      | Kessel-Lo |
| 10.000 m  | 28.54,27  | 2 september 1988 | Brussel   |

## Palmares

### 1500 m
- 1985:  BK AC

### 5000 m
- 1980:  BK AC
- 1990:  BK AC - 13.57,57

### 10.000 m
- 1988:  BK AC - 28.54,27
- 1990:  BK AC in Duffel - 29.03,6

### veldlopen
- 1983: 197e WK in Gateshead
- 1984:  BK AC in Hechtel
- 1984: 111e WK in New York
- 1991: 186e WK in Antwerpen